# Calliandra blanchetii
Calliandra  blanchetii es una especie americana perteneciente a la subfamilia de las Mimosóideas dentro de las leguminosas (Fabaceae).

## Distribución
Es originaria de Brasil donde se encuentra en la Caatinga, distribuida por  Bahia.

## Taxonomía
Calliandra  blanchetii fue descrita por  George Bentham  y publicado en London Journal of Botany 3: 102. 1844.
Etimología
Calliandra: nombre genérico derivado del griego kalli = "hermoso" y andros = "masculino", refiriéndose a sus estambres bellamente coloreados.
blanchetii: epíteto otorgado en honor del botánico suizo Jacques Samuel Blanchet.
Sinonimia
- Feuilleea blanchetii Kuntze[4]